# سازونشین چشم‌تیره
سازونشین چشم‌تیره (نام علمی: Junco hyemalis) نام یک گونه از سرده سازونشین است.
سازونشین های چشم‌تیره گونه ای از جانکو هستند، سازونشین های چشم‌تیره گروهی از گنجشک های کوچک و مایل به خاکستری گنجشک دنیای جدید هستند.
این گونه در بیشتر مناطق معتدل آمریکای شمالی هستند و در تابستان تا قطب شمال گسترش می یابند.
این یک گونه متغیر است، بسیار شبیه گنجشک روباه مربوط (Passerella iliaca)، و سیستماتیک آن هنوز به طور کامل حل نشده است.

## طبقه بندی
جونکو با چشم تیره به طور رسمی توسط کارل لینائوس طبیعت‌شناس سوئدی در نسخه برجسته خود در سال 1758 از Systema Naturae با عنوان Fringilla hyemalis توصیف شد.
این توصیف صرفاً مشتمل بر عبارت لاکونیک "F[ringilla] nigra, ventre albo. ("یک فنچ سیاه" با شکم سفید") و بیانیه ای بود که از آمریکا آمده است.
لینه توصیف خود را بر اساس "پرنده برفی" استوار کرد که مارک کتسبی در سال 1731 در تاریخ طبیعی کارولینا، فلوریدا و جزایر باهاما توصیف و تصویر کرده بود.
منشور این پرنده: سینه و شکم سفید. تمام بقیه بدن سیاه و سفید. اما در بعضی جاها تاریک، متمایل به رنگ سربی است. در ویرجینیا و کارولینا آنها فقط در زمستان ظاهر می شوند: و در برف بیشتر ظاهر می شوند. در تابستان هیچ کدام دیده نمی شوند. برای من ناشناخته است که آیا آنها بازنشسته می شوند و در شمال تولید مثل می کنند (که به احتمال زیاد) یا به کجا می روند، وقتی این کشورها را در بهار ترک می کنند.
این نوع محل توسط اتحادیه پرنده شناسان آمریکا در سال 1931 به کارولینای جنوبی محدود شد.سازونشین چشم تیره اکنون در جنس سازونشین قرار می گیرد که در سال 1831 توسط طبیعت شناس آلمانی یوهان گئورگ واگلر معرفی شد. نام جنس جانکو کلمه اسپانیایی برای راش است که از کلمه لاتین juncus گرفته شده است. نام علمی مدرن آن به معنای "winter junco" است که از کلمه لاتین hyemalis "زمستان" گرفته شده است.